# Prawdziwy Ewangelik Polski
Prawdziwy Ewangelik Polski – polskojęzyczny tygodnik wydawany w latach 1859–1860 w Piszu, adresowany do ludności mazurskiej wyznania protestanckiego.
Czasopismo było kolejnym przedsięwzięciem wydawniczym Antoniego Alojzego Gąsiorowskiego, po niepowodzeniu podobnych w duchu: Ewangelickiego Tygodnika Gminnego i Polsko-Ewangelickiego Posła Kościelnego. Redaktorem naczelnym był niemiecki pastor Möller z Ostródy, z którym Gąsiorowski współpracował już przedtem. Tygodnik miał charakter germanizacyjny, szerzył antypolską propagandę i stereotypy, jak również budował niechęć do Polski i Polaków. Miał następujące działy: Czasowe zdarzenia kościelne, Do zbudowania i nauki, Obgląd i Rozmaitości. Oprócz wiadomości zawierał porady i ogłoszenia, przedrukowywał też teksty z Gwiazdki Cieszyńskiej. Postawa czasopisma była krytykowana przez prasę polską. Zostało ono chłodno przyjęte przez Mazurów i upadło z braku chętnych na prenumeratę oraz nikłych poleceń lokalnego kleru.